# Infiks
Infiks er i grammatik, lingvistik, et affiks, der indskydes mellem fonemer i et morfem.
Infikser er almindelige i semitiske sprog, hvor ordstammer består af 3-4 konsonanter. Når ordet bøjes, ændres vokalerne, og undertiden indsættes yderligere konsonanter mellem fonemerne. 
Urindoeuropæisk havde et nasalt infiks, som blev brugt til at danne præsens af visse verber; fx på latin: præsens vincō »jeg vinder« – perfektum vici »jeg vandt«.